# Comarcas da Espanha
Na Espanha, quer tradicional quer historicamente, algumas comunidades autónomas foram também divididas em comarcas. A comarca é sensivelmente equivalente a um condado nos Estados Unidos ou um distrito em Inglaterra. Em algumas regiões (e.g. Comarcas da Catalunha) são reguladas por lei e dispõem inclusivamente de conselho de comarca que detém algum poder. São, portanto, entidades bem definidas. Noutras (e.g. Comarcas da Estremadura), porém, o seu estatuto legal não é rigorosamente formal, pelo que a sua correspondência é mais geográfica (vales, montanhas, planícies, etc).

## Lista de comarcas por comunidade autónoma
- Comarcas da Andaluzia
- Comarcas de Aragão
- Comarcas das Astúrias
- Comarcas das Ilhas Baleares
- Comarcas do País Basco
- Comarcas das Ilhas Canárias
- Comarcas da Cantábria
- Comarcas da Catalunha
- Comarcas de Castela-Mancha
- Comarcas de Castela e Leão
- Comarcas da Estremadura
- Comarcas da Galiza
- Comarcas de La Rioja
- Comarcas de Madrid
- Comarcas de Múrcia
- Comarcas de Navarra
- Comarcas da Comunidade Valenciana